# Kamstrup A/S
Kamstrup A/S er en dansk virksomhed beliggende i Stilling nær Skanderborg i Østjylland. Som er ejet af det danske energiselskab OK. Virksomheden udvikler og fremstiller måleudstyr til måling af energiforbrug i form af elektricitet, vand og varme. Der er i alt ca. 1500 ansatte (oktober 2020).
 Der er for få eller ingen kildehenvisninger i denne artikel, hvilket er et problem. Du kan hjælpe ved at angive troværdige kilder til de påstande, som fremføres i artiklen.